# Serviço Social da Indústria 2020-2021
Questa voce raccoglie le informazioni riguardanti il Serviço Social da Indústria nella stagione 2020-2021.

## Stagione
Il Serviço Social da Indústria gioca nella stagione 2020-21 senza sponsor, utilizzando l'abbreviazione Sesi-SP.
Si classifica al decimo posto in Superliga Série A, ottenendo la salvezza.
Nel Campionato Paulista è quinto e ultimo classificato, restando fuori dai play-off.

## Organigramma societario
Area direttiva
- Presidente: Paulo Skaf

Area tecnica
- Allenatore: Marcelo Negrão

## Rosa
| N° | Nome                 | Ruolo | Data di nascita  | Nazionalità sportiva |
| -- | -------------------- | ----- | ---------------- | -------------------- |
| 1  | Matheus Procópio     | L     | 18 luglio 2000   | Brasile              |
| 2  | Caio de Sousa        | P     | 4 marzo 2000     | Brasile              |
| 3  | Ryan Azevedo         | P     | 30 maggio 2001   | Brasile              |
| 4  | Murilo Sgorlon       | C     | 4 marzo 2000     | Brasile              |
| 5  | Lucas Gonçalves      | C     | 9 gennaio 2002   | Brasile              |
| 6  | Alan Araújo          | S     | 3 gennaio 1995   | Brasile              |
| 7  | Marcos Cerqueira     | C     | 11 aprile 2000   | Brasile              |
| 8  | Murilo Endres        | L     | 3 maggio 1981    | Brasile              |
| 9  | Nathan Krupp         | S     | 20 novembre 2001 | Brasile              |
| 10 | Alan Maciel          | S     | 15 maggio 2000   | Brasile              |
| 11 | Eric Endres          | S     | 3 marzo 2000     | Brasile              |
| 12 | Leonardo de Andrade  | C     | 14 maggio 2002   | Brasile              |
| 13 | Mateus Bender        | P     | 20 ottobre 2002  | Brasile              |
| 14 | Vinícius Sousa       | C     | 31 gennaio 2001  | Brasile              |
| 16 | Thiery do Nascimento | C     | 2 giugno 2003    | Brasile              |
| 17 | Marcos Gonçalves     | O     | 11 novembre 2003 | Brasile              |
| 18 | Darlan de Souza      | O     | 24 giugno 2002   | Brasile              |
| 19 | Robert dos Anjos     | C     | 29 marzo 2002    | Brasile              |
| 20 | Marcus Oliveira      | S     | 1º luglio 2001   | Brasile              |

## Statistiche

### Statistiche di squadra
| Competizione      | Punti | In casa | In casa | In casa | In trasferta | In trasferta | In trasferta | Totale | Totale | Totale |
| Competizione      | Punti | G       | V       | P       | G            | V            | P            | G      | V      | P      |
| ----------------- | ----- | ------- | ------- | ------- | ------------ | ------------ | ------------ | ------ | ------ | ------ |
| Superliga Série A | 17    | 11      | 5       | 6       | 11           | 0            | 11           | 22     | 5      | 17     |
| Totale            | -     | 11      | 5       | 6       | 11           | 0            | 11           | 22     | 5      | 17     |

### Statistiche dei giocatori
| Giocatore        | Superliga Série A | Superliga Série A | Superliga Série A | Superliga Série A | Superliga Série A | Totale | Totale | Totale | Totale | Totale |
| Giocatore        | P                 | PT                | AV                | MV                | BV                | P      | PT     | AV     | MV     | BV     |
| ---------------- | ----------------- | ----------------- | ----------------- | ----------------- | ----------------- | ------ | ------ | ------ | ------ | ------ |
| A. Araújo        | 20                | 234               | 207               | 21                | 6                 | 20     | 234    | 207    | 21     | 6      |
| R. Azevedo       | 19                | 17                | 4                 | 9                 | 4                 | 19     | 17     | 4      | 9      | 4      |
| M. Bender        | 3                 | 0                 | 0                 | 0                 | 0                 | 3      | 0      | 0      | 0      | 0      |
| M. Cerqueira     | 22                | 116               | 75                | 29                | 12                | 22     | 116    | 75     | 29     | 12     |
| L. de Andrade    | 15                | 106               | 72                | 32                | 2                 | 15     | 106    | 72     | 32     | 2      |
| C. de Sousa      | 20                | 23                | 7                 | 9                 | 7                 | 20     | 23     | 7      | 9      | 7      |
| D. de Souza      | 21                | 400               | 353               | 29                | 18                | 21     | 400    | 353    | 29     | 18     |
| T. do Nascimento | 11                | 10                | 9                 | 1                 | 0                 | 11     | 10     | 9      | 1      | 0      |
| R. dos Anjos     | 8                 | 4                 | 4                 | 0                 | 0                 | 8      | 4      | 4      | 0      | 0      |
| E. Endres        | 4                 | 2                 | 1                 | 1                 | 0                 | 4      | 2      | 1      | 1      | 0      |
| M. Endres        | 18                | 14                | 13                | 1                 | 0                 | 18     | 14     | 13     | 1      | 0      |
| L. Gonçalves     | -                 | -                 | -                 | -                 | -                 | -      | -      | -      | -      | -      |
| M. Gonçalves     | 13                | 24                | 16                | 7                 | 1                 | 13     | 24     | 16     | 7      | 1      |
| N. Krupp         | 20                | 94                | 85                | 5                 | 4                 | 20     | 94     | 85     | 5      | 4      |
| A. Maciel        | 20                | 49                | 42                | 4                 | 3                 | 20     | 49     | 42     | 4      | 3      |
| M. Oliveira      | 13                | 27                | 23                | 3                 | 1                 | 13     | 27     | 23     | 3      | 1      |
| M. Procópio      | 6                 | 0                 | 0                 | 0                 | 0                 | 6      | 0      | 0      | 0      | 0      |
| M. Sgorlon       | -                 | -                 | -                 | -                 | -                 | -      | -      | -      | -      | -      |
| V. Sousa         | 17                | 56                | 41                | 12                | 3                 | 17     | 56     | 41     | 12     | 3      |

P = presenze; PT = punti totali; AV = attacchi vincenti; MV = muri vincenti; BV = battute vincenti